# Longes
Longes är en kommun i departementet Rhône i regionen Auvergne-Rhône-Alpes i östra Frankrike. Kommunen ligger i kantonen Condrieu som tillhör arrondissementet Lyon. År 2022 hade Longes 951 invånare.

## Befolkningsutveckling
Antalet invånare i kommunen Longes
| Referens: INSEE |